# Uova fatali (miniserie televisiva)
Uova fatali è uno sceneggiato televisivo in due puntate prodotto e trasmesso dalla Rai nel 1977, diretto da Ugo Gregoretti e ispirato all'omonimo romanzo fantastico di Michail Afanas'evič Bulgakov.
Nella storia dello sviluppo tecnico della televisione italiana, lo sceneggiato si distinse per aver pionieristicamente fatto ampio uso della ripresa in chroma key. Nell'occasione vennero usate come sfondo anche immagini tratte da L'uomo con la macchina da presa di Dziga Vertov.
Alle due puntate fece seguito, in data 8 marzo 1977, un documentario intitolato I segreti delle «Uova fatali» ovvero I trucchi, le fatiche e i retroscena di una produzione televisiva nello Studio 1 di Torino, in cui il regista Gregoretti descrive le tecniche di ripresa e gli effetti speciali utilizzati.
Lo sceneggiato è stato pubblicato su DVD nel 2009 ed è stato successivamente ritrasmesso da Rai Storia.

## Trama
Il professor Persikov, direttore dell'istituto di zoologia di Mosca negli anni venti, riesce a mettere a punto un potente raggio in grado di accelerare vertiginosamente la riproduzione delle cellule animali, provocando in tal modo la "resurrezione" involontaria di mostruosi rettili, che causeranno uno sconvolgimento nel rigido ordine della società sovietica dell'epoca.
Alla voce del regista, fuori campo, erano affidati il commento e la lettura di brani originali tratti dall'opera di Bulgakov.

## Produzione
Lo sceneggiato fu interamente realizzato nello Studio 1 del Centro di produzione Rai di Torino.

## Discografia
1978 - Fiorenzo Carpi, Le Uova fatali. Colonna sonora originale, Edipan CS 2007, LP 